# Lay Nưa
Lay Nưa là một xã thuộc thị xã Mường Lay, tỉnh Điện Biên, Việt Nam.

## Địa lý
Xã Lay Nưa nằm ở phía tây, tây nam thị xã Mường Lay, có vị trí địa lý:
- Phía đông giáp huyện Mường Chà và phường Na Lay
- Phía tây, nam giáp huyện Mường Chà
- Phía bắc giáp tỉnh Lai Châu và phường Sông Đà.

Xã Lay Nưa có diện tích 60,64 km², dân số năm 2022 là 5.376 người,  mật độ dân số đạt 88 người/km².

## Hành chính
Xã Lay Nưa được chia thành 16 thôn.

## Lịch sử
Ngày 28 tháng 4 năm 1997, Chính phủ ban hành Nghị định số 40-CP về việc sáp nhập 827,5 ha và 879 người của thị trấn Mường Lay mới giải thể vào xã Lay Nưa quản lý.
Sau khi điều chỉnh địa giới hành chính, xã Lay Nưa có 6.167,5 ha diện tích tự nhiên và 4.638 nhân khẩu.
Ngày 2 tháng 3 năm 2005, Chính phủ ban hành Nghị định số 25/2005/NĐ-CP về việc chuyển bộ 6.167,50 ha diện tích tự nhiên và 4.428 nhân khẩu của xã Lay Nưa thuộc huyện Mường Lay về thị xã Lai Châu (nay là thị xã Mường Lay) quản lý.
Ngày 6 tháng 9 năm 2012, UBND tỉnh Điện Biên ban hành Quyết định số 819/QĐ-UBND về việc thành lập Bản Mo 1 và Bản Mo 2 trên cơ sở toàn bộ Bản Mo.
Ngày 26 tháng 8 năm 2019, HĐND tỉnh Điện Biên ban hành Nghị quyết số 124/NQ-HĐND về việc:
- Sáp nhập Bản Ló 1 và Bản Ló 2 thành Bản Ló.
- Sáp nhập Bản Mé vào bản Tạo Sen.